# Biagio Chiara
Biagio Chiara (Novara, 1880 – Napoli, 27 dicembre 1918) è stato un poeta, traduttore e critico letterario italiano.
Visse a Torino, dove non portò a termine gli studi in lettere, e si spostò a Milano, Palermo e Roma per stabilirsi a Napoli nel 1906.
Fu redattore della rivista La Tavola rotonda e poeta simbolista (secondo Achille Macchia, decadentista secondo Ungaretti), negletto in patria ma apprezzato dalla critica francese; fu legato alla Casa Editrice Ferdinando Bideri.
Fu il primo a introdurre in Italia alcune opere di Oscar Wilde (del quale era amico): Doriano Gray dipinto, La casa del giudizio, La casa dei melograni, Il ventaglio di Lady Windermere, Il prete e l'accolito e gli Aforismi (questi tuttora pubblicati da Newton Compton nell'edizione riveduta da Riccardo Reim, benché il cognome sia erratamente indicato come Chiaria nelle ristampe più recenti). Tradusse anche Baudelaire (Curiosità estetiche, I paradisi artificiali) e Jean Racine (Fedra); condusse pure versioni dal russo e dal tedesco giudicate pregevoli. 